# Intelsat 18
O Intelsat 18 (IS-18) é um satélite de comunicação geoestacionário que foi construído pela Orbital Sciences Corporation (OSC). Ele está localizado na posição orbital de 180 graus de longitude leste e é de propriedade da Intelsat, empresa sediada atualmente em Luxemburgo. O satélite foi baseado na plataforma Star-2.4 Bus e sua expectativa de vida útil é de 15 anos.

## Lançamento
O satélite foi lançado com sucesso ao espaço no dia 5 de outubro de 2011, às 21:00 UTC, por meio de um veículo Zenit-3SL a partir do Cosmódromo de Baikonur, no Cazaquistão. O satélite substituiu o Intelsat 701. Ele tinha uma massa de lançamento de 3.200 kg.

## Capacidade e cobertura
O Intelsat 18 é equipado com 24 transponders em banda C e 12 em banda Ku para fornecer serviços de telecomunicações. A carga útil de banda C do satélite presta serviço para o leste da Ásia, do Pacífico e do oeste dos Estados Unidos e sua carga útil de banda Ku servindo a Polinésia Francesa, o leste da Austrália e dos Estados Unidos.